# 騎龍觀音像
《騎龍觀音像》（日语：騎竜観音）又稱《乘龍觀音像》，是指日本畫家原田直次郎於1890年所創作的藝術作品。現典藏於東京都國立近代美術館，為重要文化財產。
該作品自1959年之後流傳於台灣民間信仰，供佛教、道教、儒教、齋教、一貫道等民間宗教信士膜拜用之觀世音菩薩（慈航觀音）像。

## 沿革
《騎龍觀音像》實際上是由日本近代畫家原田直次郎於1890年（明治23年）所繪製的麻布油畫作品。原田是將西方藝術技法引入日本的先驅畫家之一，他曾在德國慕尼黑及巴黎藝術大學深造。因此其在創作中展現了強烈的敘事性和寫實風格。回日後，原田密切參與洋畫作品的教授，並培養了後輩學生而共同創立明治美術會。
《騎龍觀音像》成為他回國後知名的代表作品。該畫作於1890年在第三屆全國工業博覽會上首次展出。雖匯集了原田從歐洲寫實主義和傳統繪畫研究中借鑒的成果，但在畫作展出後，則在日本引起了巨大的反響。並因因引入了「西方題材」和運用「傳統佛教繪畫」的理念，呈現出觀音像騎在龍背上的不協調感，這也使得該畫陷入爭議，甚至遭到批評。
作品完成後，原田於1891年將《騎龍觀音像》交由位於東京都的真言宗豐山派寺院護國寺收藏。2007年月6月8日登錄重要文化財產。
至於臺灣《騎龍觀音像》來源說法頗眾，其中最流行說法則為1959年台灣發生八七水災所留觀世音聖蹟影像。不過由台灣最高法院2003年的判決書內容顯示，該圖像較早來源是未署名者以黑白攝影技術翻拍原田原作《騎龍觀音》油畫之攝影作品，而另有彩色版本則為台灣畫家蔡仲勳於1984年臨摹所作。1990年代起，台灣畫家蔡仲勳也因曾臨摹該作品而聲稱擁有作品之著作權，並控告多位來自台灣宗教界之該作品翻印者，其結果各有勝負。
《騎龍觀音像》原畫台灣大量膜拜事實傳聞後，已由護國寺於1979年轉交東京國立近代美術館收藏，並定期於博物館展出，不過原收藏的日本東京護國寺中現仍保存了這張油畫的原寸照片。

## 圖像內容
原田《騎龍觀音像》畫作繪為觀世音站在一頭三爪龍身上作為主題。在波濤洶湧、籠罩在黑暗大海之中，觀世音顯得格外醒目，以寧靜的姿態面對前方。她的左手握著淨瓶，右手持著柳枝，毫不受周圍環境的影響。
於1960年代-1980年代台灣相當流行之《騎龍觀音像》，其圖像版本有數種，可分為黑白、彩色兩大類。其中最流行圖樣為照片下方龍頭冒出水面，龍有三爪，均屬中國書法青龍模樣。圖像中央部位可見青龍背上有一人，是為中國傳說之觀音菩薩變現女身模樣。觀世音菩薩騎在龍身上，穿白衣腳露出，照片背景則有龍身翻滾在水裡面，而圖像中觀音菩薩均左手拿淨瓶，右手執柳枝。
除此，該圖像名稱亦眾說紛紜。有「觀世音顯像」、「白衣大士顯像」、「觀世音菩薩聖像」等等，而台灣法院則以經濟部智慧財產局所定，稱該攝影作品為《騎龍觀音像》。

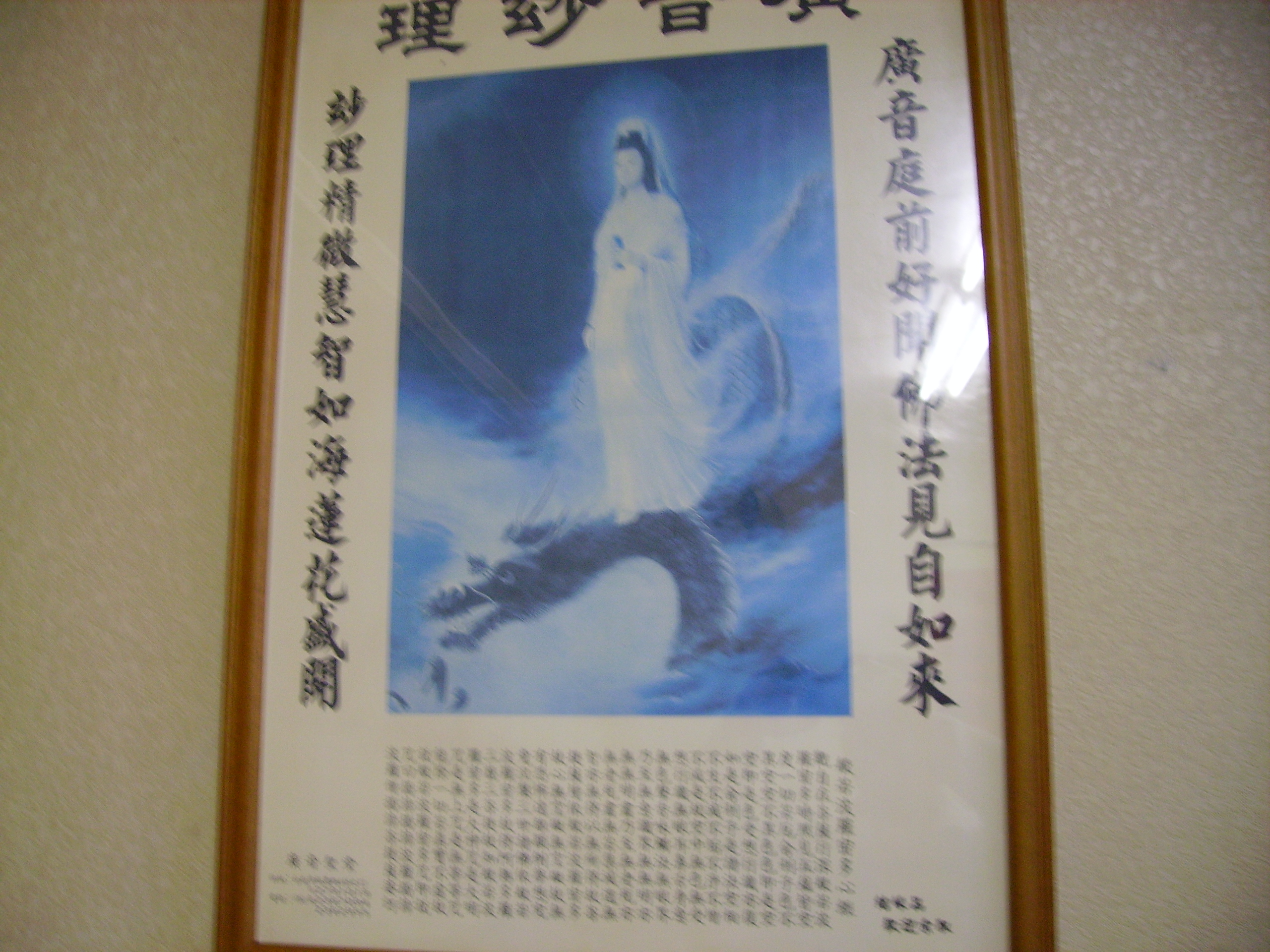
於台灣大量製成各種印刷品的《騎龍觀音像》（圖下文字為《心經》）
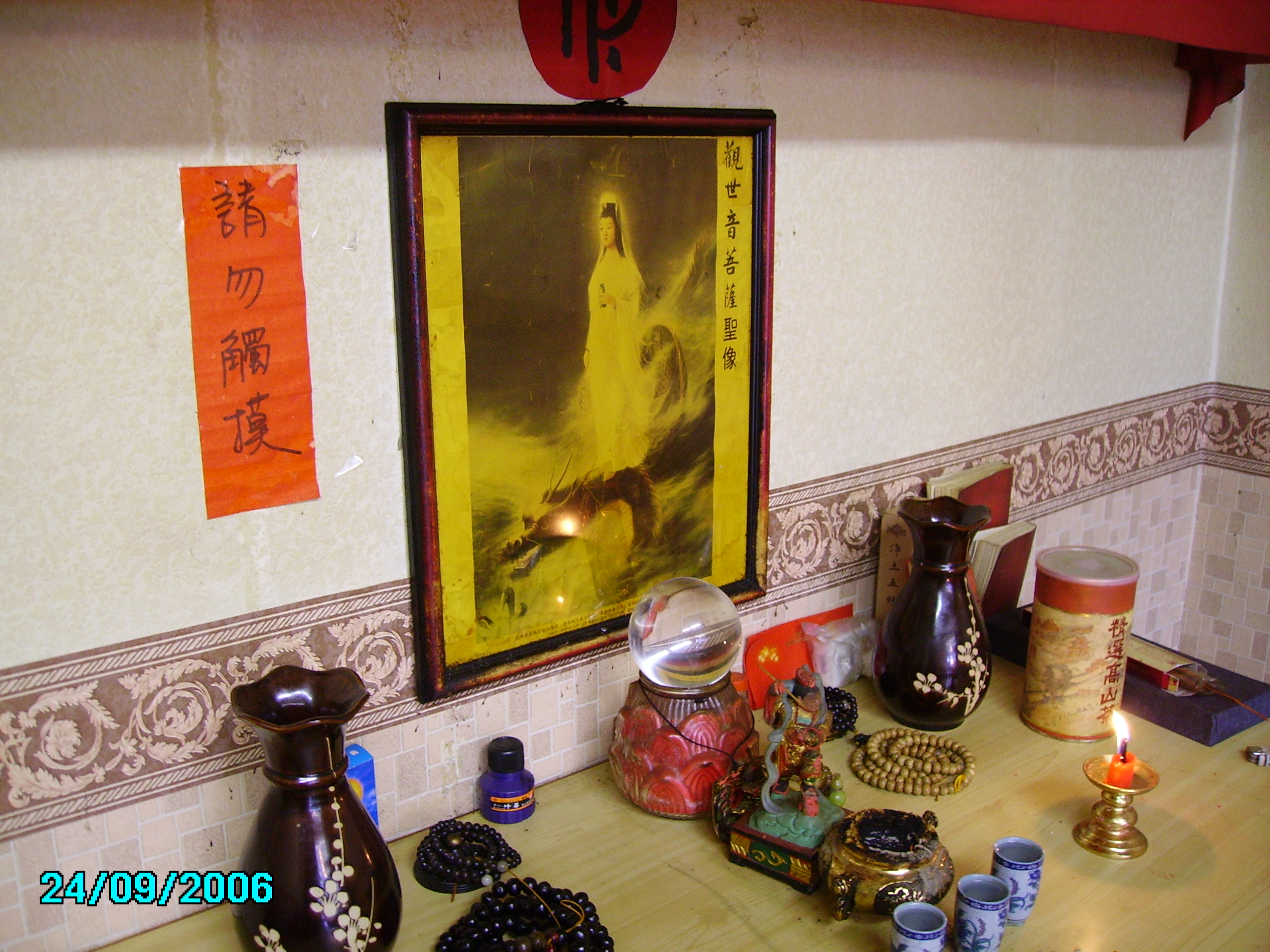
擺放於案頭的觀音“顯像”圖。

### 圖像所附文字說明
被多數台灣佛教、道教及一貫道視同觀世音菩薩聖像供拜的《騎龍觀音像》，也常翻印於台灣佛道教書籍或製成平安符，不管以哪種形式顯示，該照片旁通常會有圖像來源說明。
《騎龍觀音像》所附制式說明約有兩種，一則為：
「民國四十八年（1959年）台灣八七水災，中部地區受災最嚴重，在彰化大肚溪上空，救苦救難觀世音菩薩在空中顯相，適有人發現雲彩奇異而拍攝下來。我們可清楚地看出觀音菩薩穿著白衣，右手拿楊柳枝，左手拿淨瓶，站在一條龍上。」
或
「此照片係於民國六十二年六月十九日（1973年6月19日）美國飛行員駕駛戰機（或有版本稱為「U2偵察機」），於台灣東北部上空，看見一股奇異的黑雲，經他照攝下來，相片沖洗後，發現觀音菩薩騎龍顯相神蹟。」

（內容詳見於《觀音靈感錄續編》）。
除此，也另一說法為1944、1945年美軍進行臺北大空襲所攝得的照片（黑白版本之附註文字說明）。
騎龍觀音像許多版本中，台灣佛道教膜拜用則為黑白版本居多，而彩色版本之《騎龍觀音像》則一度成為一貫道及天道佛堂兩宗教道場陳設必備聖像。

## 作品衍生之訴訟
由1990年代至2003年，畫家蔡仲勳因曾受人所託臨摹該作品，所以開始聲稱《騎龍觀音像》為他之畫作或攝影作品，並據此主張該作品之著作權。之後，他頻繁控告擺放該作品之寺廟或翻印該作品之佛書發行人，該類型案件最後判決則有不一結果。
2003年，台灣最高法院駁回蔡仲勳上訴之判決，則指陳台灣流傳之《騎龍觀音像》無論哪種作品，其最初來源均乃日本畫家原田直次郎於1890年所繪之油畫作品，並無所謂「原創性」要素。
據台灣高等法院審理蔡仲勳自訴數家寺廟侵害著作權權益之民事案件判決顯示，台灣《騎龍觀音像》實為日本東京護國寺《騎龍觀音》油畫之黑白攝影翻攝作品，而《騎龍觀音》油畫原創者為日籍畫家原田直次郎於1890年（明治二十三年）所作作品。